# Spóźnieni przechodnie
Spóźnieni przechodnie – polski film nowelowy z 1962 roku, składający się z pięciu opowieści zrealizowanych na podstawie opowiadań Stanisława Dygata (z wyjątkiem ostatniej). Wszystkie są o ludziach nieumiejących właściwie rozwiązać swych problemów życiowych. Zdjęcia kręcono w Warszawie.

## Nowele

### Czas przybliża, czas oddala
Nowela Gustawa Holoubka opowiada o nieodwzajemnionej miłości Edwarda do Anny.

Występują:
- Kalina Jędrusik – Anna
- Maria Wachowiak – Zofia, siostra Anny
- Gustaw Holoubek – Edward
- Wieńczysław Gliński – Karol, przyjaciel Edwarda

### Krąg istnienia
Nowela Andrzeja Łapickiego to historia kobiety zakochanej w chłopcu ze ślizgawki, która musi ożenić się z innym mężczyzną.

Występują:
- Beata Tyszkiewicz – Ala
- Irena Netto – Marynia, ciotka Ali
- Maria Homerska – Karolina, matka Ali
- Bogumił Kobiela – Wacek
- Jerzy Jogałła – chłopiec na ślizgawce
- Aleksander Dzwonkowski – ojciec Wacka
- Stanisław Jaśkiewicz – Erwin, ojciec Ali
- Wanda Łuczycka – matka Wacka

### Paryż 1945
Nowela Adama Hanuszkiewicza przedstawia historię Polaka spędzającego noc w Paryżu z kobietą.

Występują:
- Lidia Korsakówna – Sally
- Adam Hanuszkiewicz – Paweł

### Stary profesor
Nowela Jerzego Antczaka przedstawia opowieść o starym profesorze. Bierze on za swojego ucznia jego przyjaciela, który będąc przejazdem chciał mu przekazać ostatnie słowa tamtego zmarłego w obozie.

Występują:
- Zofia Kucówna – kelnerka Zosia
- Kazimierz Opaliński – profesor Waszkowski
- Michał Pawlicki – Roger
- Ignacy Machowski – Francois
- Teresa Lipowska – dziewczyna na rowerze (nie występuje w napisach)
- Gustaw Lutkiewicz – gość przy barze (nie występuje w napisach)
- Józef Nalberczak – gość przy barze (nie występuje w napisach)
- Kazimierz Stankiewicz – mężczyzna w barze (nie występuje w napisach)

### Nauczycielka
Ostatnia nowela autorstwa Jana Rybkowskiego. Bohaterką jest nauczycielka zaniedbywana przez męża, która zostaje zaangażowana do filmu. Ma zagrać małą rólkę kłótliwej i nerwowej kobiety. Jednak nic z tego nie wychodzi.

Występują:
- Alina Janowska – nauczycielka Zofia Kwiecińska
- Barbara Kwiatkowska – aktorka wysyłająca telegram do Orsona Wellesa
- Andrzej Łapicki – reżyser jednego z epizodów kręconego filmu
- Krzysztof Chamiec – Piotr, mąż Zofii
- Aleksander Bardini – dyrektor szkoły
- Zbigniew Cybulski – aktor wysyłający telegram do Orsona Wellesa
- Jerzy Antczak – nauczyciel gimnastyki (nie występuje w napisach)
- Stanisław Brejdygant – mężczyzna w kawiarni (nie występuje w napisach)
- Stanisław Dygat – scenarzysta kręconego filmu (nie występuje w napisach)
- Adam Hanuszkiewicz – aktor grający w kręconym filmie (nie występuje w napisach)
- Gustaw Holoubek – aktor grający w kręconym filmie (nie występuje w napisach)
- Mieczysław Jahoda – operator kręconego filmu (nie występuje w napisach)
- Kalina Jędrusik – gra samą siebie (nie występuje w napisach)
- Lidia Korsakówna – aktorka grająca w kręconym filmie (nie występuje w napisach)
- Zofia Kucówna – aktorka grająca w kręconym filmie (nie występuje w napisach)
- Mieczysław Pawlikowski – kierownik kawiarni "Świtezianka" (nie występuje w napisach)
- Jan Rybkowski – reżyser kręconego filmu (nie występuje w napisach)
- Beata Tyszkiewicz – aktorka grająca w kręconym filmie (nie występuje w napisach)